# Joachim Beuckelaer
Joachim Beuckelaer (Antwerpen, 1534 – aldaar, ca. 1574) was een Zuid-Nederlands kunstschilder van religieuze onderwerpen, genrestukken en stillevens, die van betekenis zijn geweest voor de ontwikkeling van de stillevenkunst van de Nederlanden in de 17e eeuw.  Hij was voornamelijk gespecialiseerd in het schilderen van markt- en keukenstukken in combinatie met religieuze thema's.

## Biografie

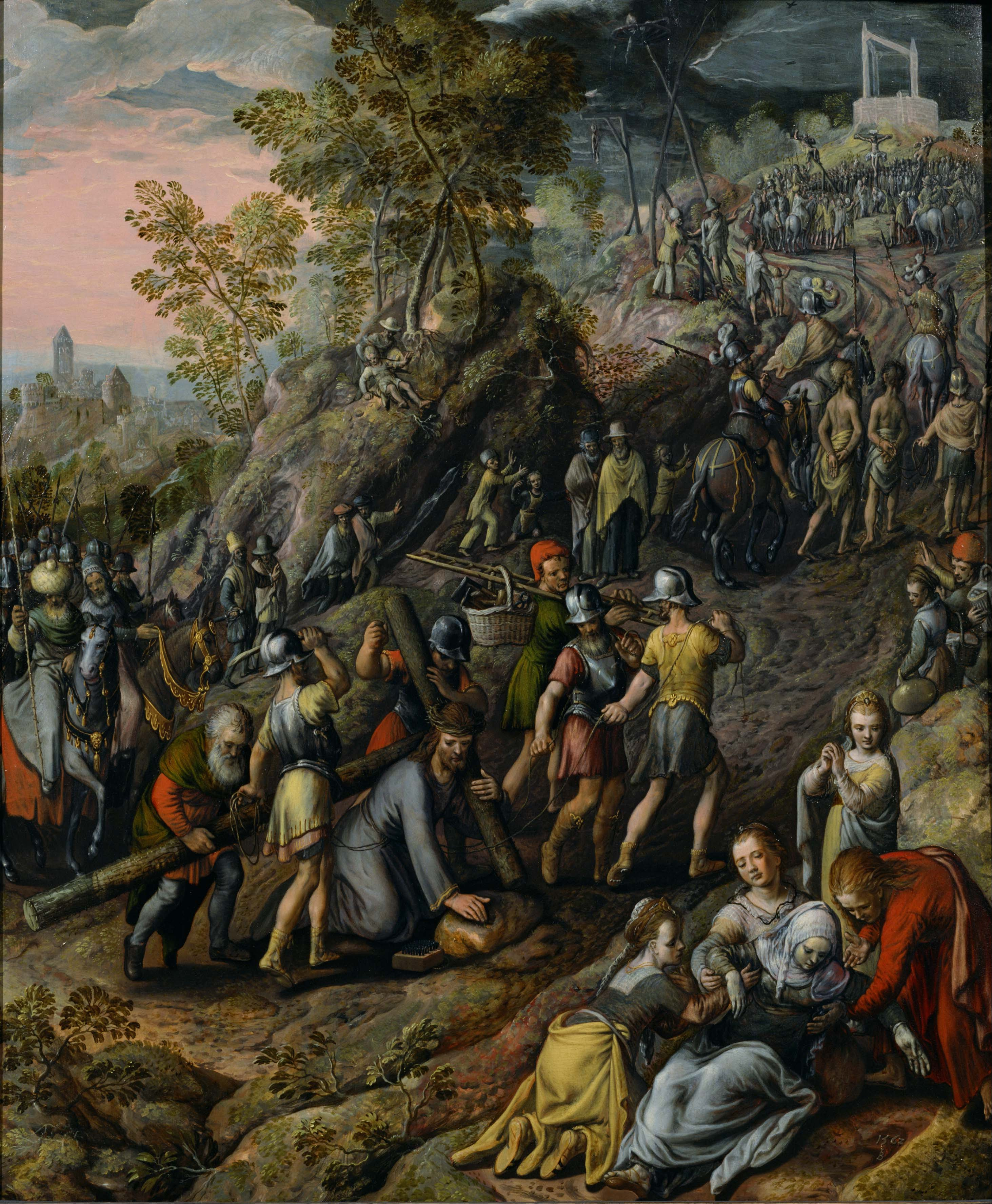
Joachim Beuckelaer, Kruisdraging, Tokyo, National Museum of Western Art.

Joachim was een telg van een familie van schilders waarvan we nagenoeg niets weten. Hij werd in Antwerpen geboren in 1534 en kreeg zijn opleiding bij Pieter Aertsen, die met zijn tante Kathelijne Beuckelaer was gehuwd. De religieuze voorstellingen met overheersende stillevens van zijn oom en leermeester zijn dan ook de bron geweest voor de vele markt- en keukenstukken van Beuckelaer. In 1560 werd hij ingeschreven als vrijmeester bij het Sint-Lucasgilde in Antwerpen. Datzelfde jaar trad hij in het huwelijk.

## Werk
Zoals zijn oom schilderde hij voornamelijk marktscènes en keukenscènes waarop
personen zijn afgebeeld  die zich bezighouden met de bewerking of verkoop van levensmiddelen en/of etenswaren. Maar zoals bij Aertsen schilderde hij in de achtergrond dikwijls een Bijbels tafereel. Op deze manier probeerde hij de tegenstellingen tussen wereldse en spirituele waarden als morele boodschap over te brengen. Etenswaren uit verschillende seizoenen worden afgebeeld als blijk van vernieuwde interesse in de dagelijkse realiteit op aarde, een aanklacht tegen overdaad en de voorgestelde vruchten volkse metaforen voor liefde, erotiek en seksualiteit. Echte 'stillevens' heeft Beuckelaer weinig geproduceerd, er zijn altijd wel een paar personen op het schilderij terug te vinden.
Naast deze genrestukken schilderde Joachim Beuckelaer ook de klassieke religieuze taferelen. Volgens de beschrijving van Karel van Mander maakte hij een groot altaarstuk voor de Antwerpse kathedraal, maar dat werd in 1581 vernield. Er zijn trouwens een ganse reeks religieuze werken van Beuckelaer bewaard gebleven zoals de kruisdraging hierbij.
Beuckelaer experimenteerde ook met landschapsschildering en was daarbij vrij vernieuwend. Hij zou hiermee een aantal navolgers hebben geïnspireerd.
Beuckelaer werkte ook voor andere meesters zoals Antonis Mor en Cornelis van Dalem om de achtergrond van die meesters met allerlei details te stofferen.
Beuckelaer had geen navolgers in Antwerpen die zijn stijl hebben verder gezet, zijn werk was wel bekend in Italië waar Annibale Carracci in navolging van het werk van Beuckelaer keuken- en marktscènes ging schilderen (zie afbeeldingen van de vier elementen). Volgens Karel van Mander werd Joachim Beuckelaer tijdens zijn leven niet goed betaald. De werken die na zijn dood verkocht werden brachten tot het twaalfvoudige op.

### De vier elementen
Begin 2001 schrok cultureel Vlaanderen op toen de Belgische eigenaar van vier doeken van Beuckelaer die al lange tijd in het Museum voor Schone Kunsten te Gent werden tentoongesteld, verkocht werden aan de National Gallery te Londen. Zie hierover meer in De vier elementen van Joachim Beuckelaer.

## Galerij

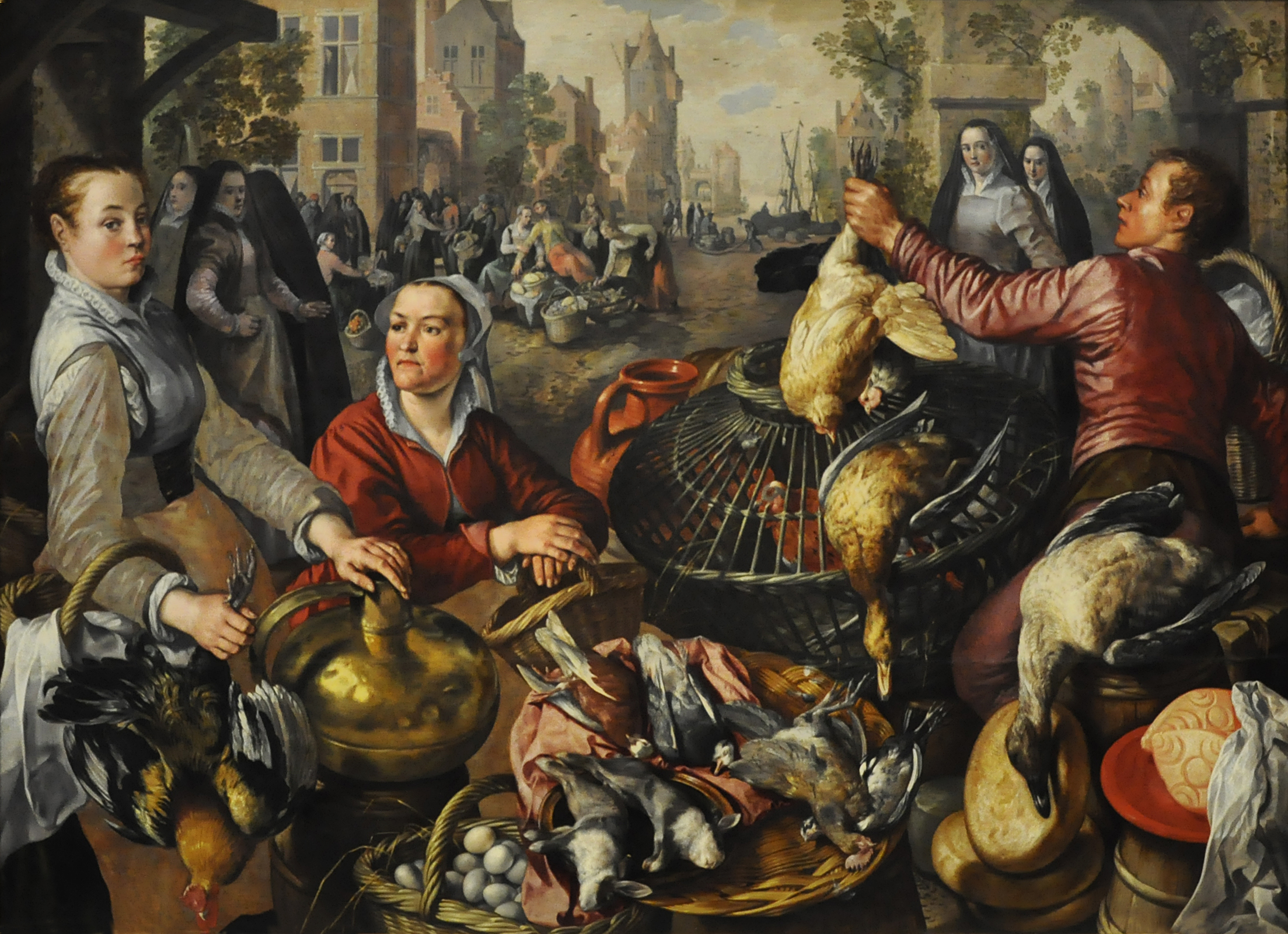
De vier elementen: Lucht
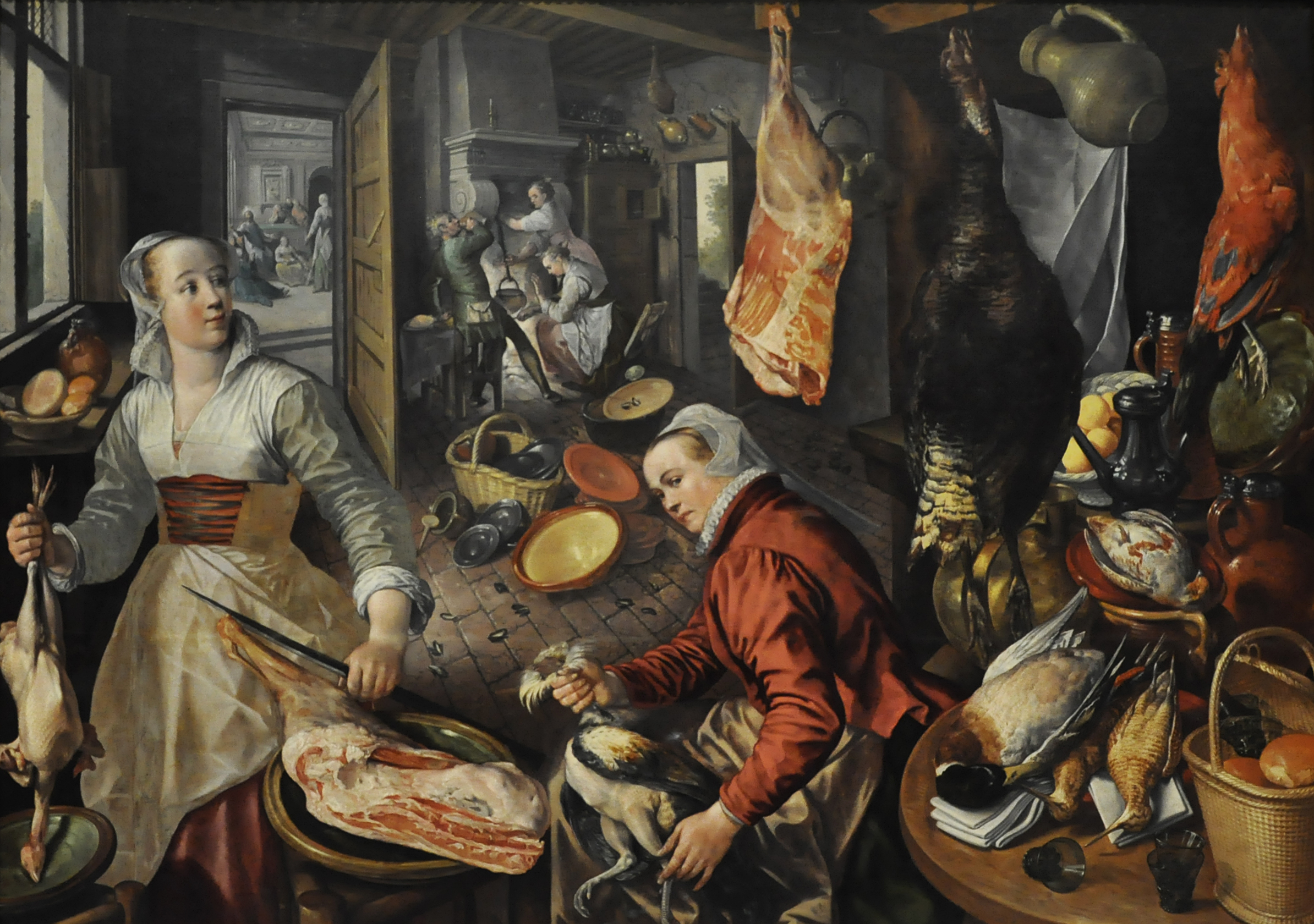
De vier elementen: Vuur
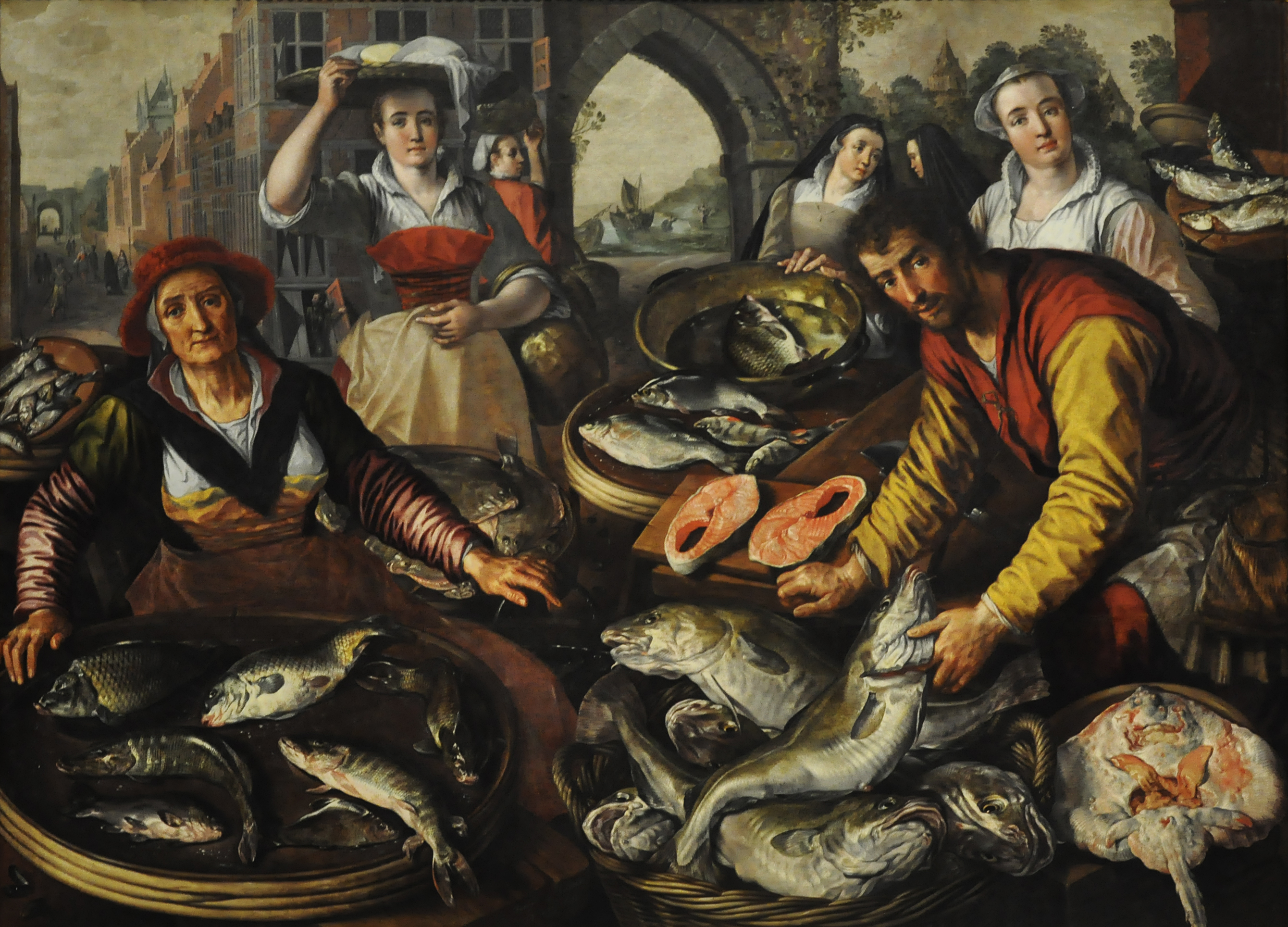
De vier elementen: Water
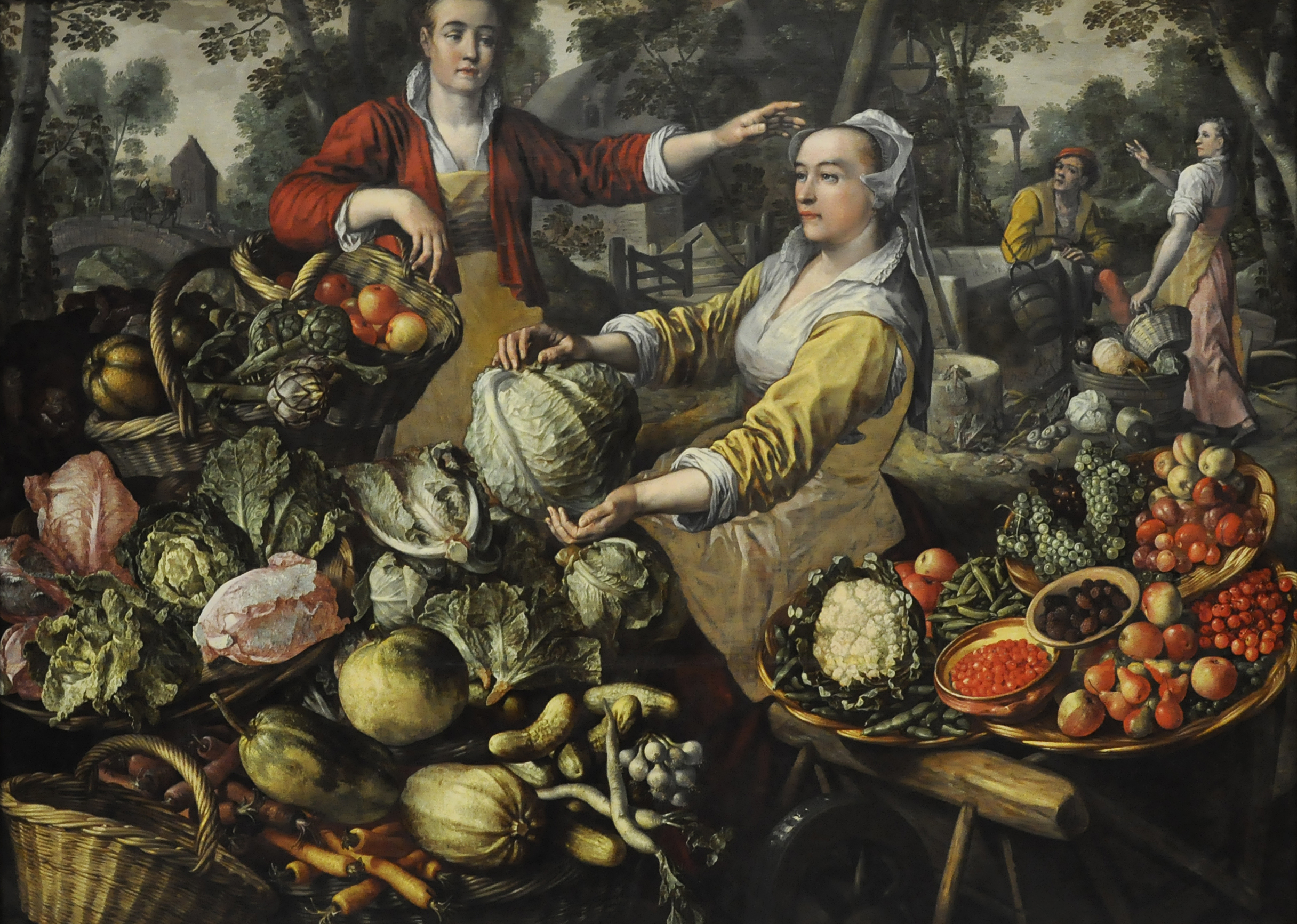
De vier elementen: Aarde
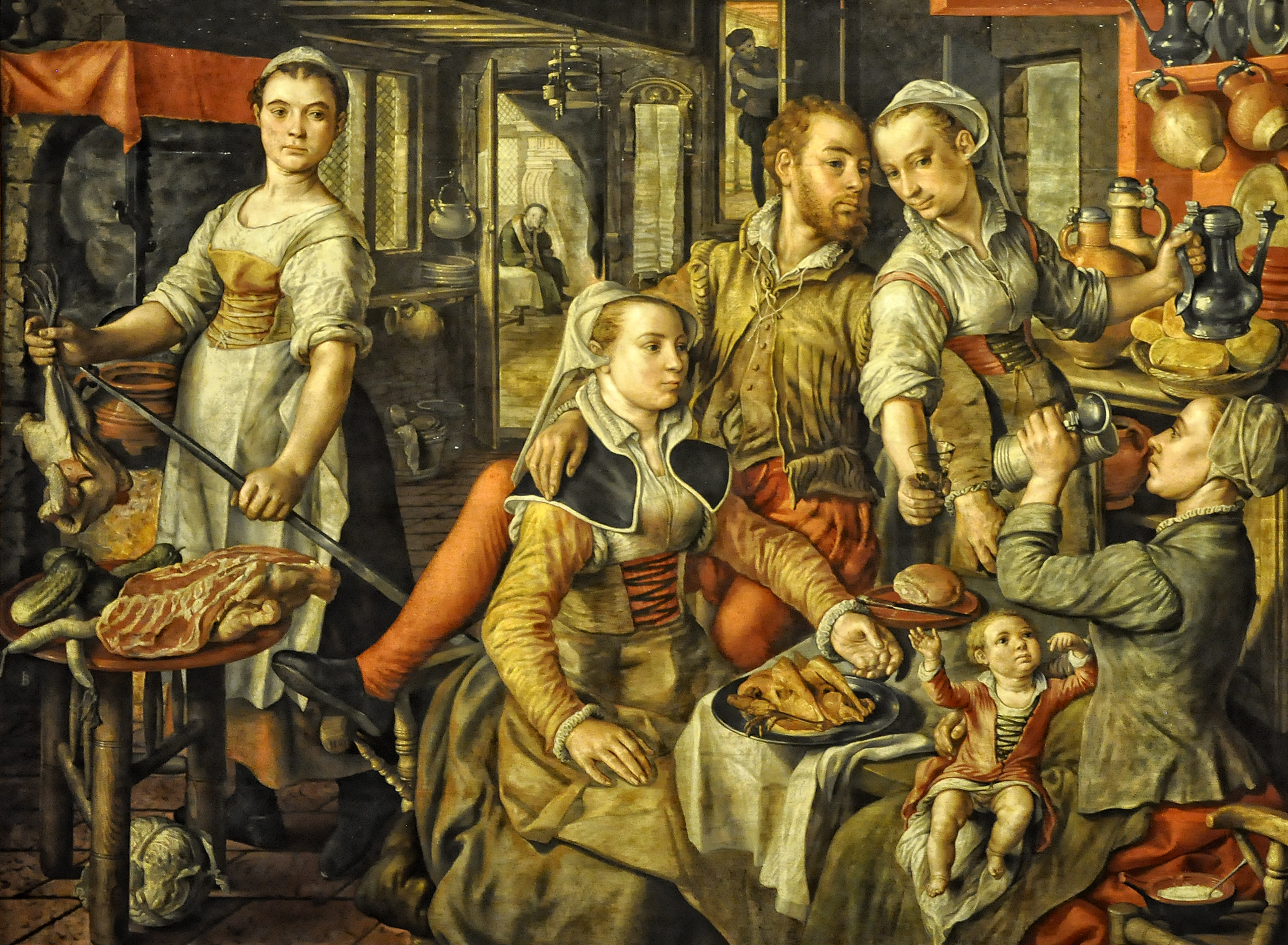
Allegorie van de onvoorzichtigheid in het KMSKA
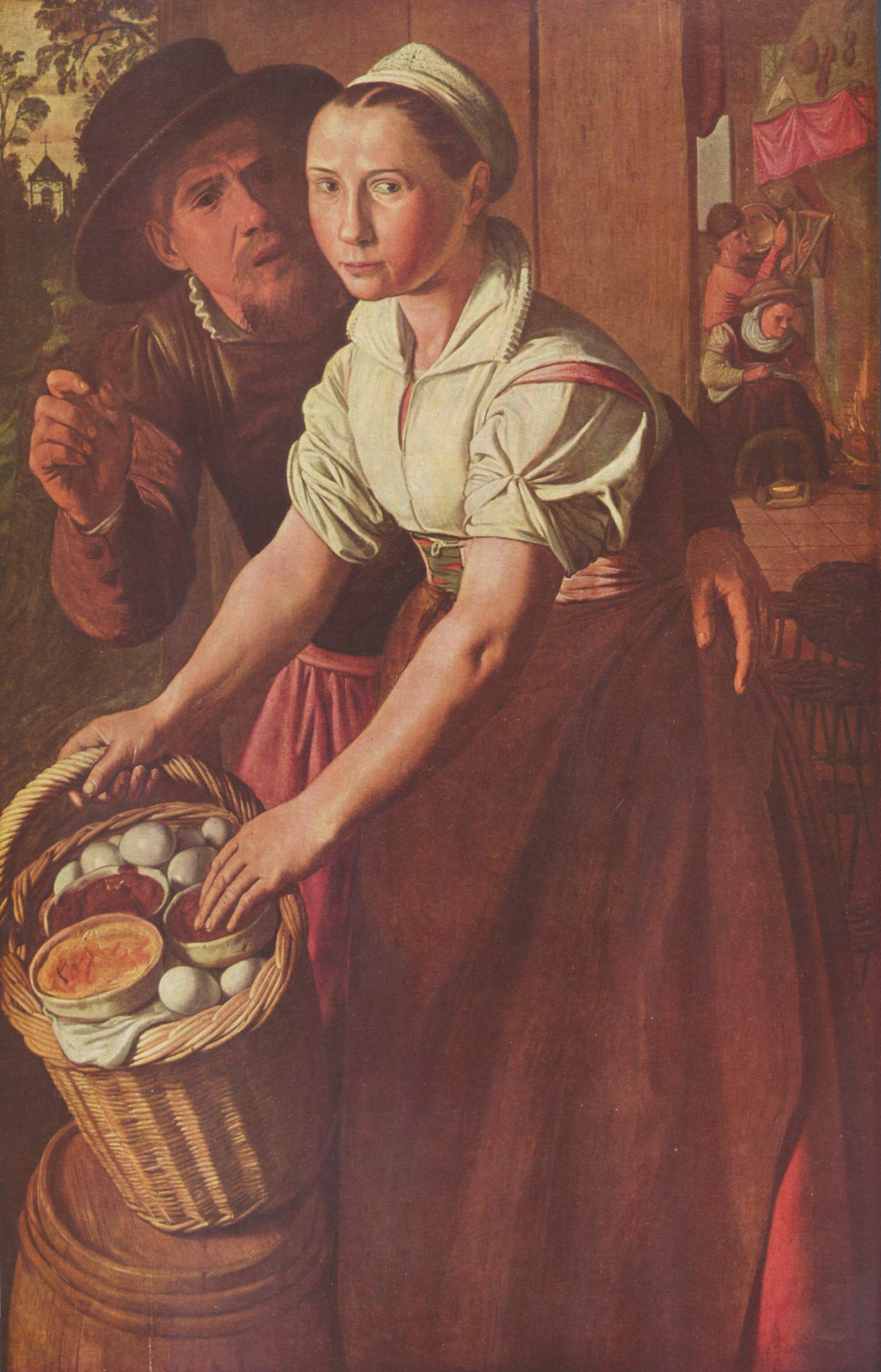
De eierenverkoopster, KMSKA
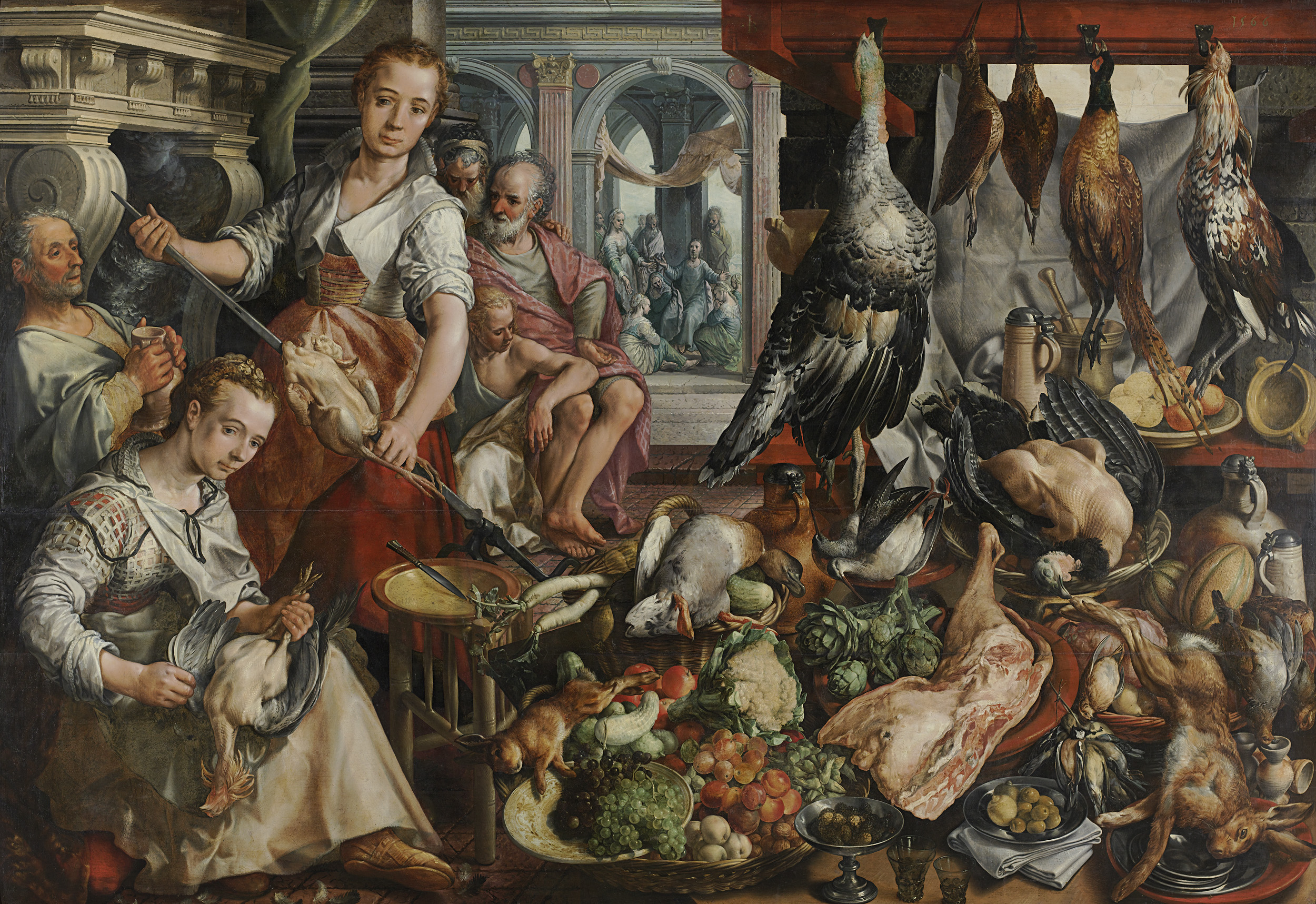
De welvoorziene keuken, 1566, Rijksmuseum Amsterdam, Amsterdam: allegorie met op de achtergrond Jezus bij Martha en Maria en op de voorgrond allerlei aardse verleidingen

## Werken
Hierbij een kleine selectie uit de werken toegeschreven aan Joachim Beuckelaer.
- Allegorie van de onvoorzichtigheid, Antwerpen, Koninklijk Museum voor Schone Kunsten Antwerpen
- Bordeel, ca. 1562, Baltimore, Walters Art Museum
- Groentemarkt, ca. 1567, Antwerpen, Koninklijk Museum voor Schone Kunsten
- Groentenverkoopster, ca. 1560-1565, Antwerpen, Museum Mayer van den Bergh
- Hoendermarkt, Brussel, Koninklijke Musea voor Schone Kunsten van België
- Keukenscène met Christus en de Emmaüsgangers, Den Haag, Mauritshuis
- Keukentafereel met Jezus in het huis van Martha en Maria, Amsterdam, Rijksmuseum
- Keukentafereel met Jezus in het huis van Martha en Maria, ca. 1565, Brussel, Koninklijke Musea voor Schone Kunsten van België
- Keukentafereel met Jezus in het huis van Martha en Maria, ca. 1560, Madrid, Museo Nacional del Prado
- Keukentafereel, ca. 1566,  Parijs, Musée du Louvre
- Kruisiging van Christus, ca. 1567, Parijs, Musée du Louvre
- Marktplaats, San Francisco, Fine Arts Museums of San Francisco
- Marktscène met Ecce Homo in de achtergrond, ca. 1566, Florence, Galleria degli Uffizi
- De miraculeuze visvangst, Los Angeles, The J. Paul Getty Museum
- Portret van een jonge vrouw, 1562, Chicago, Art Institute
- De vier elementen, (vier aparte schilderijen met lucht, aarde, vuur en water) ca. 1569-1570, Londen, National Gallery
- Vismarkt, ca. 1568, New York, The Metropolitan Museum of Art.
- Vismarkt, ca. 1574, Antwerpen, Koninklijk Museum voor Schone Kunsten Antwerpen
- De vlucht naar Egypte, Brussel, Koninklijke Musea voor Schone Kunsten van België